# Manoir de Fontaine-la-Mallet
Le manoir de Fontaine-la-Mallet est un manoir situé sur la commune de Fontaine-la-Mallet dans le département de la Seine-Maritime, en région Normandie.

## Historique
Le manoir est inscrit au titre des monuments historiques par arrêté du 3 décembre 1934.  
Une usine de traitement des eaux a été construite à son emplacement, le manoir a été totalement démoli lors des bombardements de septembre 1944. 